# Barranqueras
Barranqueras es una ciudad y puerto del sudeste de la provincia del Chaco, Argentina. Se ubica en el departamento San Fernando, sobre la margen derecha del riacho Barranqueras —un brazo del río Paraná—, en una zona en general baja e inundable. La misma forma parte del área metropolitana del Gran Resistencia. Se conecta con la provincia de Corrientes a través del puente General Manuel Belgrano.
La zona de Barranqueras fue en un principio pensada para la fundación de Resistencia como ciudad-puerto, sin embargo, los terrenos bajos y anegables, más lo pobre de la tierra para la práctica de la agricultura, forzaron a fundar Resistencia unos kilómetros más al oeste. No obstante, la presencia de un puerto era una necesidad insoslayable, y fue así como el precario embarcadero que servía para transportar mercadería y personas desde y hacia Resistencia se convirtió en el motor de crecimiento de Barranqueras. Las industrias y la llegada del ferrocarril fueron las restantes bases del crecimiento
La importancia del puerto mermó significativamente en las últimas décadas, y aunque hoy sigue operándose y existen numerosos proyectos para reactivar el mismo, la ciudad de Barranqueras perdió su dinamismo inicial de una gran ciudad productiva con perfil industrial y un puerto de gran importancia a nivel regional en su tiempo para pasar a ser principalmente una extensión habitacional de Resistencia, con algunas industrias de relativa importancia.

## Historia

### Antes del poblado
Existen evidencias arqueológicas de que la actual zona de Barranqueras estuvo poblada a comienzos del segundo milenio de nuestra era. El arqueólogo Antonio Serrano clasificó la evidencia encontrada (restos de valvas de moluscos, numerosos fragmentos de cerámica, puntas de hueso y en menor cantidad, objetos de piedra talla) como perteneciente a la denominada "Cultura Entrerriana" en su "Facie Barranqueras".
Cuando los españoles exploran por primera vez el río Paraná en el siglo XVI, encuentran un pueblo muy belicoso al que bautizaron mepenes, que se cree es el pueblo originario abipón que luego formarían la reducción indígena de San Fernando del Río Negro, la cual fue el origen de la población de Resistencia.
El poblamiento blanco de la zona comenzó de forma progresiva, con la firma de un tratado de paz entre los caciques chaqueños y el gobernador de Corrientes Pedro Ferré. Este tratado permitió el asentamiento temporal de obrajes en la costa de los ríos Negro y Paraná. En 1857 ya había establecimientos permanentes en la zona. También en esos mismos años indígenas del grupo lule-vilela se instalan en la zona. Debido a su destreza en el uso de la canoa pronto comenzaron a comerciar con la vecina ciudad de Corrientes. Parte de esta población formó parte de la reducción de San Buenaventura del Monte Alto, que existió desde 1865 a 1873. Cuando comenzaron a establecerse más obreros en la zona, estos indígenas solían levantarse en malones, temerosos de perder sus tierras por el avance de los obrajes. Sin embargo en 1864 un nuevo tratado de paz entre 17 caciques indígenas y el Gobierno Nacional favoreció el acercamiento de más indígenas al lugar, los cuales comenzaron a emplearse en los obrajes madereros.
La guerra de la Triple Alianza motivó el poblamiento de los primeros criollos en la zona, ya que la ciudad de Corrientes había sido tomada por el ejército paraguayo. A partir de 1870 la presencia de un embarcadero, la barata mano de obra indígena y la alta cantidad de recursos forestales motivaron la presencia de obrajes. El tráfico de armas y bebidas, la llegada de individuos marginados de la ley terminaron por formar una serie de pequeños núcleos blancos en la costa oeste del Paraná. Según el Jefe de Capitanía del puerto de Corrientes habitaban las márgenes opuestas aproximadamente unas 1.000 personas que trabajaban en los obrajes.

### Los comienzos
El inicio de Barranqueras está muy ligado al de Resistencia, ya que el agrimensor Juan Dillón -cuando debió hacer la mensura de Resistencia en 1878- ya designó a la zona como apta para la llegada de productos para la colonia, y la traza inicial de Resistencia llegó hasta el puerto, donde se habían instalado algunos colonos.

Las barrancas son poco elevadas, tres o cuatro metros solamente. Barranqueras tiene actualmente un resguardo y varias casitas, de pobre aspecto, forman un núcleo de población. Allí se embarcan maderas, principal ramo del comercio de esta región, y se ven grandes cantidades de enormes vigas, que recuerdan que nos encontramos cerca de los grandes bosques.
 Gabriel Carrasco (1854-1908), periodista e intendente rosarino

En 1891 el agrimensor Juan F. Arias mensuró aproximadamente 12 ha, junto al riacho Barranqueras, en el lote 9 del Ensanche de la Colonia Resistencia. Por aquella época el puerto llevaba por nombre Juárez Celman. El agrimensor tomó como base un edificio preexistente (actualmente ubicado en la plazoleta del puerto) con ángulo en 83°, por lo que las manzanas tienen forma romboidal en lugar de la acostumbrada forma cuadrada.
En 1894 el crecimiento del lugar motivó que el Concejo Municipal de Resistencia decidiese la creación de la primera escuela del lugar, con características rurales. No obstante, los primeros pobladores corrían con el riesgo de ser expulsados en cualquier momento, ya que las tierras en cuestión pertenecían al coronel Manuel Fernández Oro, quien las había ganado como premio a sus expediciones por el desierto. Esta situación fue subsanada mediante un decreto del presidente Manuel Quintana en 1904 que revocó parte de la concesión para destinarla al incipiente poblado. En 1906 debió hacerse una nueva mensura por el crecimiento desordenado del pueblo que abarcó el doble de hectáreas de la mensura inicial, en la misma ya se previeron los terrenos del ferrocarril Santa Fe y el ferrocarril Rural que la conectaba a Resistencia.

### El puerto

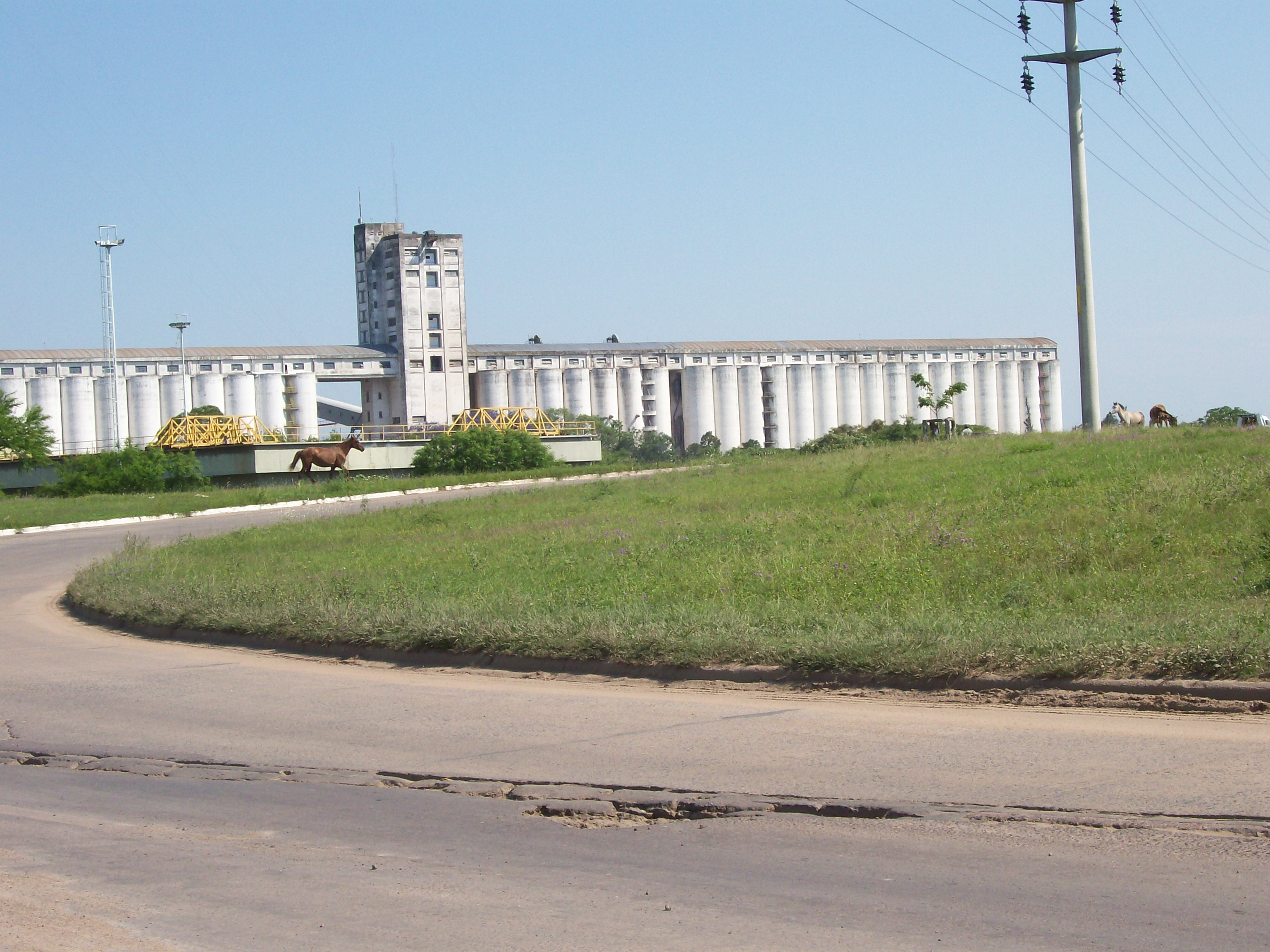
Silos de Barranqueras muy cerca del puerto.

El embarcadero que desde los comienzos sirvió para el transporte de mercadería, en 1885 ya contaba con un servicio regular (aunque sin horario establecido) a Corrientes. Pronto el tránsito comenzó a intensificarse, y surgieron varios problemas: la falta de caminos acordes hasta Resistencia, la carencia de un muelle y el reclamo de antiguos propietarios sobre terrenos linderos. Las primeras mejoras llegaron en 1906, con la instalación de un pequeño embarcadero de madera que permitía el atraco de buques de poco calado; las embarcaciones mayores dependían de un pontón propiedad de la empresa naviera Compañía Argentina de Navegación Nicolás Mihanovich Limitada. El siguiente es el comentario de un cronista ante la visita del ministro de Relaciones Exteriores Dr. Manuel Montes de Oca a Barranqueras:
Un puerto lleno de buques de carga y descarga, mercaderías por todas partes, maquinarias, aserraderos a vapor, trenes en actividad y multitud de trabajadores en plena labor, ferrocarriles de importancia en construcción y trazado de nuevas vías férreas.
Años después -por intervención del gobernador D. Gregorio López ante el gobierno nacional- se desestimaron los reclamos territoriales de antiguos concesionarios, y el puerto tuvo así una mayor extensión. Como el río era el único medio seguro de transporte en aquella época, pronto el puerto comenzó a atraer fábricas en sus cercanías, y junto con ellos mayor movimiento y obreros que se instalaban en la zona. También comenzó a crecer la producción agrícola del interior del -en ese entonces- Territorio Nacional del Chaco, y la falta de depósitos provocaba el estropeó de numerosas mercaderías por la exposición a la intemperie.
La construcción del muelle comenzó en 1921, luego de intensas gestiones locales. La comunidad local ya consideraba en ese entonces que Barranqueras -aún con sus precarias instalaciones- superaba en movimiento a todos los puerto del río Paraná salvo el de Rosario. En 1928 se habilitarían las obras del muelle de madera y cemento de 250 m, una defensa costera de 600 m y 5 galpones con capacidad para 2500 t cada uno. Estas renovadas instalaciones más el auge del algodón incrementaron el volumen e importancia de los puertos de Barranqueras y Vilelas de forma considerable, pasando de 162.415 t de carga en 1928 a 326.429 t en 1946. Un año más tarde se inauguran los viajes de la balsa automóvil que uniría los puertos de Corrientes y Barranqueras.

### El ferrocarril
El primer ferrocarril -que servía para conectarla con Resistencia y algunas colonias vecinas- llegó en 1905. El éxito del mismo propició que apenas dos años más tarde se lo extendiera para alcanzar la localidad de Puerto Tirol y luego Colonia Popular.
La segunda línea de ferrocarril en llegar fue el FF.CC. Francés de La Sabana a Barranqueras que se inauguró el 17 de mayo de 1907. El ferrocarril formaba parte de una extensa red, siendo la línea Rosario - Barranqueras la más larga con 740 km. La compañía dueña del tren tenía fuertes vínculos con las compañías maderera que dominaron la economía del Chaco y norte de la provincia de Santa Fe de comienzos del siglo XX. Esta vía de ferrocarril fue posteriormente levantada, excepto el tramo que recorre el sur de la provincia del Chaco, que empalma con la vía de ferrocarril inaugurada más tarde que fue la más importante para el Chaco.
Este último ferrocarril fue conocido en un principio como Barranqueras al Oeste, cuyos trabajos comenzaron en 1909, y su construcción marcó el camino de la colonización del territorio nacional, permitiendo que la población hasta ese momento aglutinada alrededor de Resistencia se adentrara en la geografía chaqueña. En última instancia llegaba hasta la localidad salteña de Metán, permitiendo la conexión directa del noroeste argentino con el puerto sobre el río Paraná.

### El camino a Resistencia

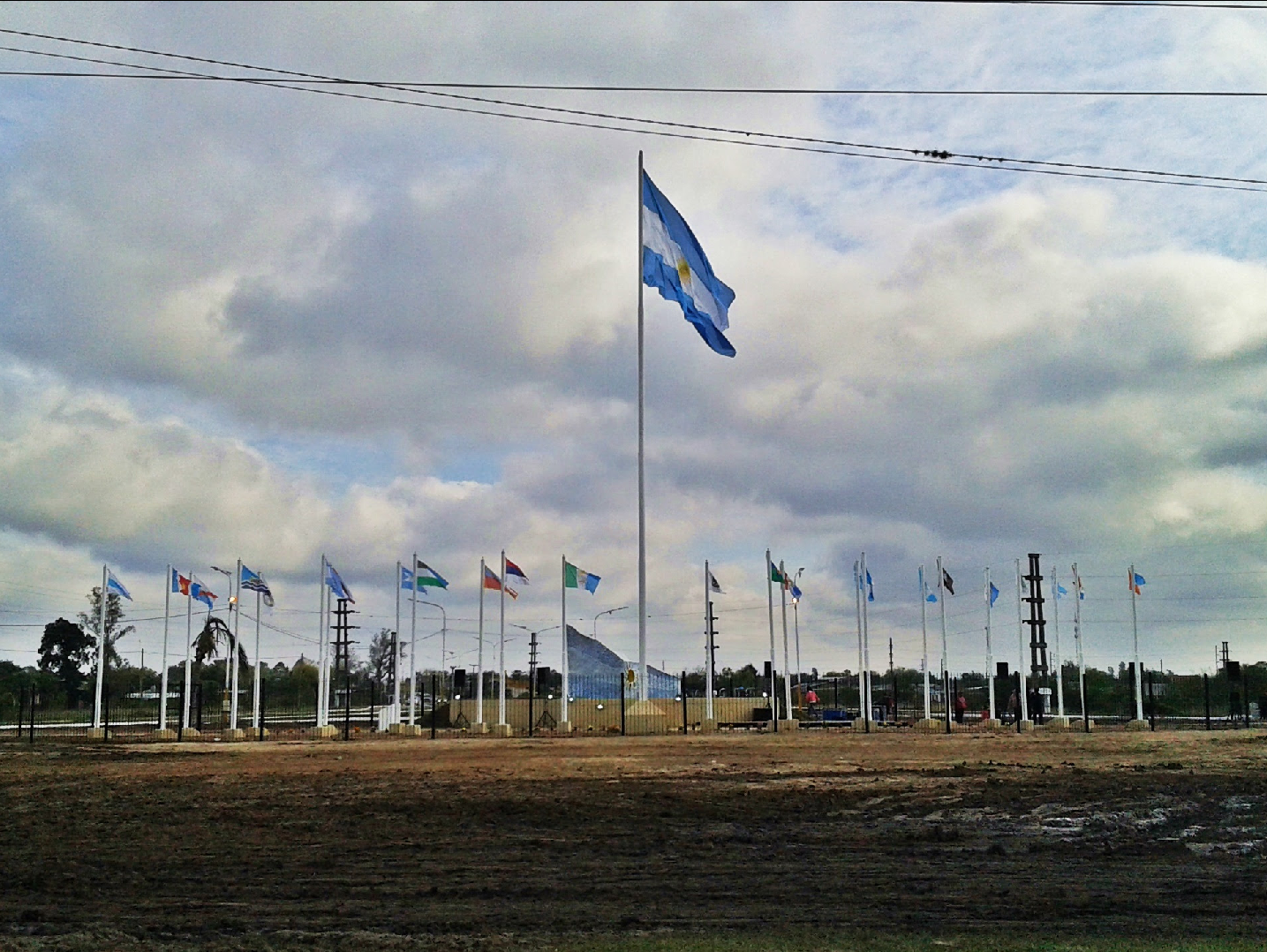
Homenaje al Bicentenario de la Independencia Argentina.

Aunque Resistencia se encuentra a apenas 17 km de Corrientes, el crecimiento de la misma fue prácticamente insular. Para llegar a la costa del Paraná debían hacerse largos rodeos a pie, o bien atravesar zonas semihundidas entre esteros y aguas de las crecientes. El camino hasta Barranqueras estaba rodeado de altos pajonales, plantaciones de caña de azúcar y tolderías de indios, el único punto importante era una desmotadora de algodón en el paraje La Liguria (hoy barrio de Resistencia limítrofe con Barranqueras); todo esto hacía que la pavimentación de dicha ruta fuera una obra solicitada desde muy temprano. El primer intento se hizo en 1893, aunque no se materializó por falta de recursos económicos. En 1904 el gobernador Enrique Luzuriaga informa que ha conseguido $80.000 para el inicio de la obra, aunque el rellenado recién comienza en 1909 y el pavimento propiamente dicho en 1925, para concluir 5 años más tarde.
El camino era la prolongación de la avenida 9 de Julio que nace en la plaza central de Resistencia. 
En la misma avenida, a la altura 3500 se encuentra el Regimiento, y tiene una extensión de aproximadamente, 1000 metros. De esta manera el Regimiento comienza en Resistencia y finaliza en el límite con Barranqueras.
La avenida 9 de Julio, estaba cortada entre la numeración 700 y 1000 por la laguna Argüello, y seguía sin curvas hasta el 4.000, punto donde se encontraba la mansión "Villa Monona". Como los vecinos de este lugar se negaron a donar las tierras para ensanchar la calle, la misma tuvo que doblar y seguir rumbo diagonal hasta Villa Rossi de Fazio, donde nuevamente se dirigiría en forma recta hasta el puerto.
Consecuentemente, a principios de la década de 1960 el tramo diagonal, junto con el tramo recto desde Villa Rossi hasta el puerto, se cederían a la Diagonal Eva Perón y a la extensión de la avenida Laprida respectivamente, al construirse un nuevo tramo pavimentado desde el N°4000 hasta la actual avenida Gaboto, conectando a Villa Florida y Emilia con el entonces semi-descampado barrio Las Malvinas, extendiendo la avenida.

### La iglesia
En 1937, por iniciativa del obispo de Resistencia, Monseñor Nicolás de Carlo, se crea la parroquia Inmaculada Concepción de María, con jurisdicción sobre Barranqueras y Vilelas. En 1943, el mismo obispo solicita a la Congregación de la Obra de Luis Orione que tomen a su cargo la atención de la nueva parroquia, lo cual es aceptado inmediatamente.

### El municipio
Ya en 1892 los vecinos del lugar peticionaron la creación de un ente municipal autónomo. Esta solicitud fue denegada en virtud de una ley que exigía que los municipios debían contar con mínimamente 20 km de lado, algo imposible para Barranqueras por tener el río de un lado y Resistencia del otro. Así fue como recién en 1959, con ley provincial N.º 236 se pudo crear el municipio. Esta condición fue perdida, entre 1963 y 1965 (merced al golpe de Estado que derrocó a Arturo Frondizi en la Presidencia de la Nación), cuando se reintegraron Barranqueras y Puerto Vilelas a Resistencia, lo cual fue anulado con la ley provincial Nº555/64.
En abril de 2022 se produjo un incendio sobre la sede municipal, En junio del mismo año después se produjo un segundo incendio que provocó la caída de parte del techo. La sede fue trasladada de forma provisoria, mientras se licitaba la construcción de un nuevo edificio que estaría terminado en 2024.

### Estatua de la Constitución Española
La estatua de la Constitución Española, conocida localmente como "Estatua de Villa Monona", fue esculpida por el escultor italiano Leone Tomassi, entre 1950 y 1954, siendo el escultor encargado de esculpir el resto de las estatuas destinadas para la fachada superior del edificio de la Facultad de Ingeniería de la Ciudad de Buenos Aires, en ese entonces utilizado por la Fundación Eva Perón, por lo que el primer destino de la estatua fue en dicho recinto.
Después de la Revolución Libertadora de 1955, con el subsiguiente derrocamiento cultural del Peronismo en el país, la mayoría de las estatuas del recinto fueron robadas o destruidas.
Durante la presidencia de facto de José María Guido, se lograron rescatar 2 de las 10 estatuas que habían sido quitadas, siendo el Monumento al General San Martín y la Estatua de los Constituyentes, ambas donadas a la provincia del Chaco, la primera siendo colocada en la rotonda de acceso al aeropuerto de Resistencia y la segunda originalmente destinada en el lugar donde se emplaza el edificio de la Casa de Gobierno del Chaco, en la ciudad de Resistencia, aunque sin éxito, ya que la base donde se emplazaría no resistía el peso de la misma, presentado el riesgo de que se destruyera por una caída, por lo que se tomó la decisión de emplazarla en la Intersección de las Avenidas 9 de Julio y España el 23 de noviembre de 1962, siendo desde entonces un ícono de Barranqueras y sirviendo como delimitador físico de las jurisdicciones territoriales de Resistencia y Barranqueras

## Economía
Además del ya mencionado movimiento portuario y de obrajes madereros que dieron origen al poblado, el comercio y la industria irían tomando un lugar en el desarrollo de la región. A finales del siglo XIX frente al puerto ya estaba instalado el primer comerciante mayorista: Nicanor Atuña, quien proveía de elementos a comercios del interior de la provincia y de puertos ubicados sobre el río Paraguay.
Juan Manuel de Rossi fue el pionero de la industrialización del lugar. En 1887 llegó a la zona e instaló un aserradero, luego comenzó a fabricar aceite de tártago, maní y algodón. No sólo dio origen al barrio conocido como La Liguria, sino que donó tierras para la construcción de un edificio de correos y para lo que luego sería la escuela Nacional N.º 13. Otros empresarios que ayudaron al crecimiento del pueblo fueron los dueños de la Productora de Tanino "Z", quienes ayudaron a la construcción de la primera comisaría, una escuela primaria y del camino hasta Puerto Vilelas. En 1936 se instalaría la primera desmotadora de algodón. Las instalaciones siguieron apareciendo, sobre todo las dedicadas a la distribución de productos para la creciente población, habida cuenta de la cercanía del puerto.
A 2006 las instalaciones del puerto no cuentan con el movimiento que las autoridades portuarias y la comunidad local desearían que tuviera, no obstante las inversiones hechas en el mismo durante la década de 1990, y el no tener grandes competidores en la zona. Entre los principales cargamentos que salen del puerto se destaca el algodón, producción minera de Jujuy, extracto de quebracho, maderas, cuero y carbón vegetal (uno de los productos con mayor crecimiento en los últimos años). Como principales obras para promover la mayor utilización del puerto se encuentra el dragado desde Santa Fe al Norte para que lleguen buques de gran calado, y la reactivación del Ferrocarril General Belgrano, que une la ciudad de Salta con esta ciudad.
Lentamente Barranqueras con ayuda del gobierno actual de Jorge Milton Capitanich está volviendo a ser lo que era en un principio pero con menor importancia. Las obras realizadas hasta el momento mejoraron la conectividad con el puerto hoy con mirada de toda la provincia ya que este se encuentra en el corazón del Mercosur. 
El crecimiento poblacional a fines del siglo XX y comienzos del siglo XXI se dio como consecuencia de la extensión de la ciudad de Resistencia, a la que Barranqueras sirve de ciudad dormitorio, y no como parte de un movimiento económico propio cual fue la situación en los inicios. La actividad comercial es cada vez más importante en la zona, agrupándose en torno a la Diagonal Eva Perón los principales comercios. En Barranqueras se mezclan algunos barrios de clase media-alta junto con algunas de las barriadas más numerosas del Gran Resistencia.

## Toponimia
Hay algunas evidencias de que el lugar era llamado Barranca de San Fernando a mediados del siglo XIX. El nombre deviene de las altas barrancas presentes en la zona (que incluye algunas islas cercanas como la isla Santa Rosa). La denominación de Barranqueras (sinónimo de barrancas) sin embargo fue la que se impuso en la misma época, no se sabe bien por qué el término Barranqueras sustituyó al de Barrancas. Con la aparición del embarcadero de donde se enviaba la madera surgió el nombre de Puerto de Barranqueras.
Otra versión afirma que en el lugar existía desde mediados del siglo pasado una barraca, o sea un depósito de pieles y cueros que previamente secados y salados se acumulaban allí para su posterior comercialización. Los primeros pobladores se habrían referido entonces al lugar como la barranquera. De todos modos, la primera versión es mucho más aceptada.
Una última versión hace referencia a las barranqueras (mujeres de las barrancas o de las barracas), es decir, las primeras mujeres que habitaron el lugar casi al mismo tiempo que los obrajes. Las barranqueras eran prostitutas cuyos servicios no eran solamente adquiridos por los obrajeros, sino por los barcos que unían Asunción con Buenos Aires, y solían quedar hasta varios días por la presencia de las mismas. En defensa de este argumento, algunos citan el intempestivo cambio de nombre que hizo el general Dónovan al lugar llamándolo Puerto Juárez Celman, más la reticencia de algunos sacerdotes en utilizar dicho nombre. 
Barranqueras denominaba no sólo a la actual ciudad, sino al brazo del río Paraná que allí discurre (riacho Barranqueras), y a la isla situada en frente de la misma, que conservó la denominación de isla Barranqueras hasta 1958. La vecina localidad de Puerto Vilelas se conoció inicialmente como Barranquitas (probablemente por su proximidad al pueblo mayor), y las desembocaduras de los arroyos Atajo y Quiá también se conocieron como Barranqueras. Finalmente la estación del Ferrocarril Central Norte Argentino tomó el nombre de Barranqueras en 1942.

## Vías de comunicación

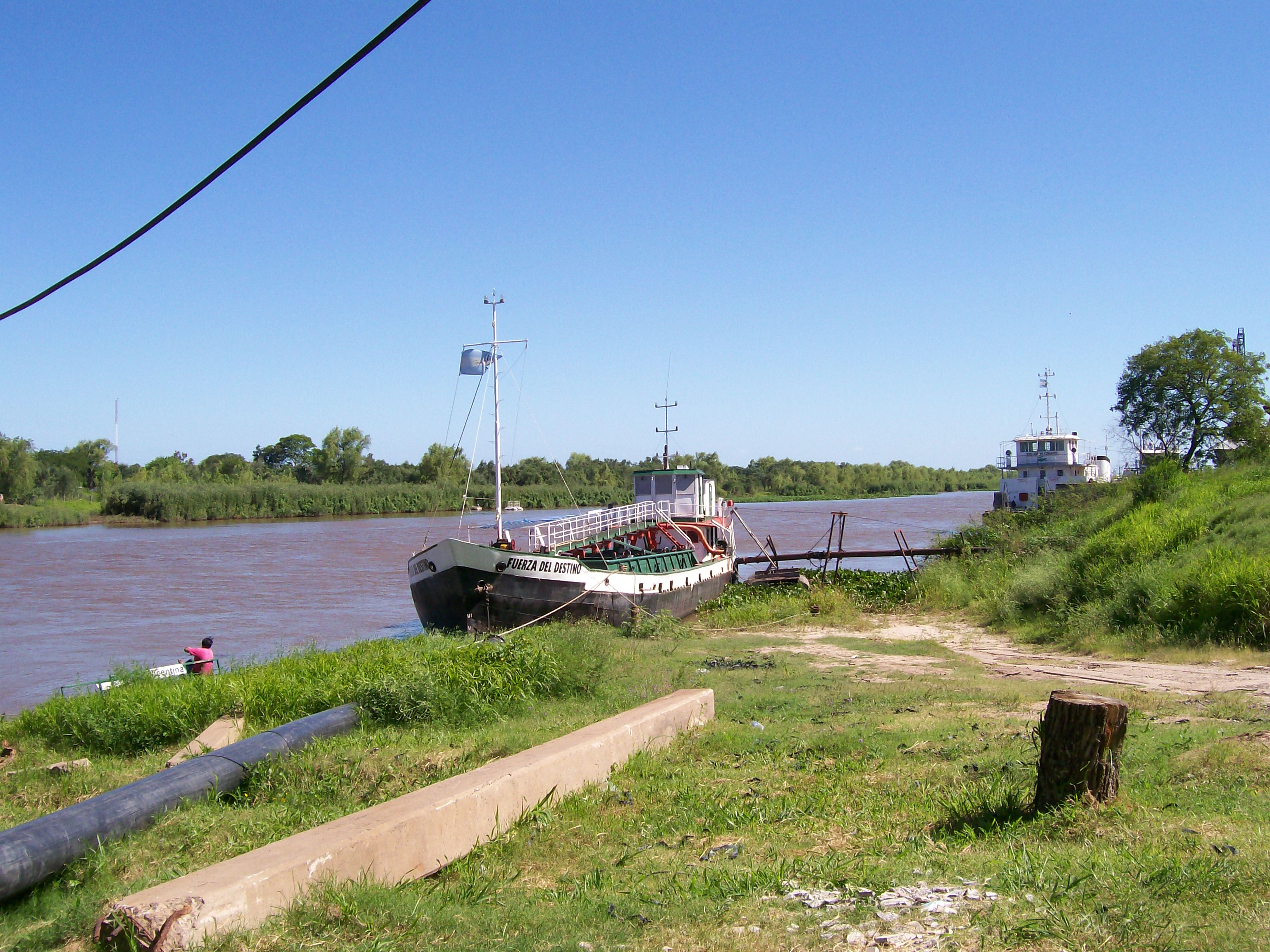
Barcos sobre el riacho Barranqueras en el mirador contiguo al puerto.

- Acceso fluvial: todo el año, calado mínimo del canal de 10 pies desde el canal sur. El dragado del río Paraná hasta el lugar y del riacho Barranqueras en toda su extensión, son obras frecuentemente solicitadas por los gobiernos locales como medidas para la jerarquización y reactivación del puerto.
- Acceso carretero: la principal vía de acceso es la Ruta Nacional 16, que empalma con la ruta provincial 63 a 6,3 kilómetros del casco histórico de la ciudad. La ruta provincial 63 nace en el casco histórico y tras intersecar la ruta 16 llega hasta Puerto Antequera y la Isla del Cerrito. Con Resistencia se vincula mediante las avenidas Nueve de Julio, Castelli y Soberanía Nacional, mientras que las avenidas España y Justo Peregrino Farías conforman el límite demarcatorio entre ambos municipios. Por su parte, las Avenidas Soberanía Nacional, General San Martín y Río Paraná la enlazan a Puerto Vilelas, con las avenidas Castelli y Mosconi como límite demarcatorio de ambos municipios.
- Acceso FF.CC.: vinculado con los Puertos de Antofagasta e Iquique, Chile; con las ciudades de La Paz y Santa Cruz de la Sierra, Bolivia, y con el noroeste argentino, con vía de llegada al Muelle Principal del Puerto de Barranqueras. Por el mal estado de las vías actualmente circulan escasos trenes de carga que llegan únicamente hasta Aviá Teraí (provincia del Chaco).
- Acceso Aéreo: Aeropuertos Internacionales de Resistencia y de Corrientes, a 10 y 20 km respectivamente.

## Población
Cuenta con 54 698 habitantes (Indec, 2010), lo que representa un incremento del casi 8% frente a los 50 738 habitantes (Indec, 2001) del censo anterior. Este crecimiento es algo menor al de la aglomerado Gran Resistencia en parte por la escasez de tierras para construcción de viviendas, encontrándose actualmente ocupados casi todos los sectores edificables. Por su población Barranqueras es la segunda ciudad más poblada del Gran Resistencia y la tercera de la provincia. En el municipio el total ascendía a los 50 823 habitantes (Indec, 2001).
| Gráfica de evolución demográfica de Barranqueras entre 1980 y 2010 |
|                                                                    |
| Fuente: censos nacionales del INDEC                                |

## Parroquias de la Iglesia católica en Barranqueras
| Arquidiócesis | Resistencia           |
| ------------- | --------------------- |
| Parroquia     | Inmaculada Concepción |

## Personalidades
Es la localidad donde nació el actor Claudio Levrino.